# Tolerancija leka
Fiziološka tolerancija ili tolerancija leka je pojava da je reakcija osobe na specifični lek pri datoj koncentraciji progresivno umanjuje, te je neophodno povećanje koncentracije da bi se ostvarilo željeno dejstvo. Ova pojava se često sreće u farmakologiji. Tolerancija leka može da obuhvata psihološke i fiziološke faktore tolerancije leka. Karakteristike fiziološke tolerancije su: (i) ona je reverzibilna, pri čemu je brzina zavisna od leka, doziranja i frekvencije upotrebe, (ii) ona se razvija na različite načine u pogledu različitih dejstava leka. Fiziološka tolerancija se takođe može javiti kad organizam razvije otpornost na dejstvo supstance nakon višestrukih perioda izlaganja. Do toga može doći pri izlaganju supstancama iz životne okoline. Brz razvoj tolerancije leka se naziva tahifilaksija.

## Mehanizmi

### Farmakokinetička tolerancija
Farmakokinetička tolerancija (dispoziciona tolerancija) se javlja zato što manje količine supstance dosežu do mesta dejstva. To može da bude uzrokovano povećanom indukcijom enzima neophodnih za degradaciju leka, npr. CYP450 enzimi. Farmakokinetička tolerancija se često javlja pri upotrebi supstanci kao što su etanol, barbiturati, benzodiazepini i opijati.

### Farmakodinamička tolerancija
Farmakodinamička tolerancija (redukovana responsivnost) je smanjenje responsa na supstancu usled ćelijskih mehanizama. To može da bude uzrokovano smanjenjenjem izražavanja receptora.